# 弗雷迪·刘易斯
弗雷德里克·L·刘易斯（英語：Frederick L. Lewis，1943年7月1日—），美国NBA联盟前职业篮球运动员。他在1966年的NBA选秀中第10轮第88顺位被辛辛纳提皇家选中。